# توفان إرسوز
توفان إرسوز (بالتركية: Tufan Ersöz)‏ مواليد 2 ديسمبر 1980 في إزمير، هو لاعب كرة سلة تركي. بدأ مسيرته الاحترافية في سنة 1998. يلعب في الدوري التركي لكرة السلة. يبلغ طوله 6 قدم 6 بوصة (2.0 م).

## المسيرة الاحترافية
لعب مع نادي أنادولو إفيس لكرة السلة من سنة 1998 إلى 2000، ثم لعب مع بشكتاش لكرة السلة في الدوري التركي من سنة 2001 إلى 2003، ثم لعب مع غلطة سراي لكرة السلة في موسم 2003–2004، ثم لعب مع نادي داروشافاكا لكرة السلة في موسم 2004–2005.

## روابط خارجية
- توفان إرسوز على موقع الاتحاد الدولي لكرة السلة (الإنجليزية)
- توفان إرسوز على موقع الدوري الأوروبي لكرة السلة (الإنجليزية)
- توفان إرسوز على موقع كرة السلة الأوروبية.كوم (الإنجليزية)
- توفان إرسوز على موقع ريلجم (الإنجليزية)
- توفان إرسوز على موقع بروبوليرز (الإنجليزية)
- توفان إرسوز على موقع سبورتس رفرنس (الإنجليزية)